# Dubbele Poort

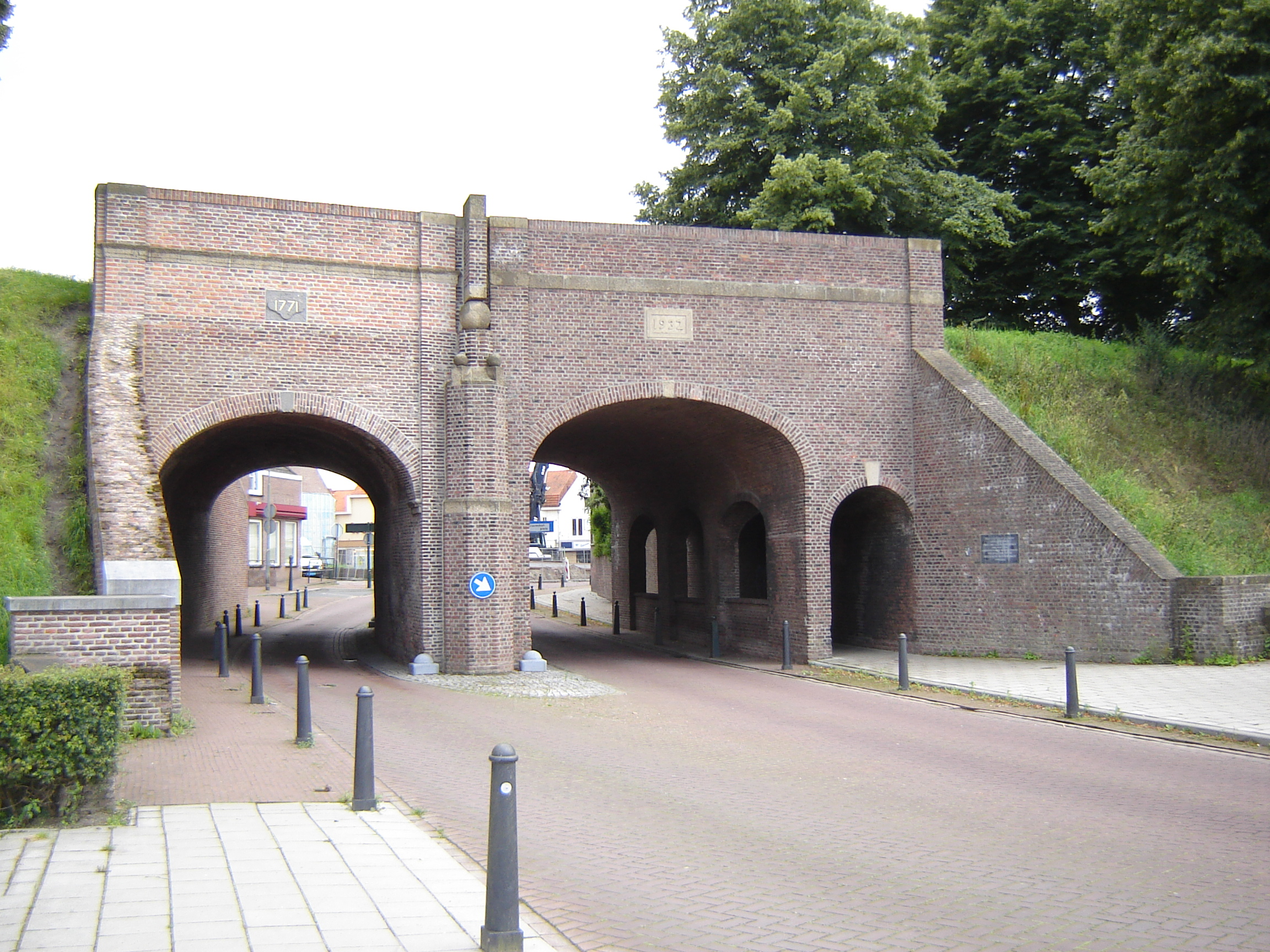
Dubbele Poort, Hulst

De Dubbele Poort is sinds 1619/1620, na de aanleg van de nieuwe vestingwerken, een stadspoort in de stad Hulst in Nederland.

## Geschiedenis
De oudere Bollewerckpoort (Keldermanspoort in de volksmond) verloor door die aanleg zijn functie. De krommingen in de toegangswegen, en de poort zelf, zijn bewust zo uitgevoerd. Het was om te voorkomen dat de stad ongehinderd met vijandelijke geweren en kanonnen kon worden beschoten. In 1932 werd de poort uitgebreid met een tweede doorgang en een voetgangerstunnel. De vestingwal is hier extra hoog (meer dan tien meter), omdat het buitengebied vanwege de hoge ligging dan niet onder water kon worden gezet. Een dergelijke ‘inundatie’ was toen een van de middelen om vijanden buiten de stad te houden.
Aan de landzijde is op de stenen borstwering een gevelsteen bevestigd. Hierop staat het jaartal 1771. Dit is het jaar van de restauratie van de Dubbele Poort. Tot in het jaar 1845 werd de stad beschermd door de zware stadspoorten 's avonds te sluiten.